# The Ultra-Violence
The Ultra-Violence – debiutancki album studyjny trashmetalowego zespołu Death Angel wydany 23 kwietnia 1987 roku przez wytwórnię Enigma Records. Członkowie zespołu nagrywając płytę, mieli średnio poniżej 20 lat.

## Lista utworów
1. „Thrashers” (Cavestany / D. Pepa) – 7:12
2. „Evil Priest” (Cavestany / Osegueda) – 4:54
3. „Voracious Souls” (Cavestany / Osegueda) – 5:39
4. „Kill as One” (Cavestany) – 4:59
5. „The Ultra-Violence” (Cavestany / D. Pepa) – 10:33
6. „Mistress of Pain” (Cavestany) – 4:04
7. „Final Death” (Cavestany) – 6:03
8. „L.P.F.S.” (Cavestany) – 1:56

## Skład
| Death Angel - Mark Osegueda – wokal - Rob Cavestany – gitara, wokal wspierający, miksowanie - Denis Pepa – gitara basowa, śpiew (1) - Gus Pepa – gitara - Andy Galeon – perkusja, miksowanie | Personel - Davy Vain – produkcja - Rob Feist – inżynieria dźwięku - Ron Goudie – miksowanie - Mark Leialoha – zdjęcia - Sam Haffner – projekt okładki |